# Supercoppa di Germania 2024
La Supercoppa di Germania 2024 (ufficialmente DFL-Supercup 2024) è stata la venticinquesima edizione della Supercoppa di Germania.
Si è svolta il 17 agosto 2024 alla BayArena di Leverkusen tra il Bayer Leverkusen, vincitore della Bundesliga 2023-2024 e della Coppa di Germania 2023-2024, e lo Stoccarda, vice campione della Bundesliga 2023-2024.
Il trofeo è stato vinto dal Bayer Leverkusen per 4-3 ai tiri di rigore dopo il 2-2 dei tempi regolamentari, al primo successo nella competizione.

## Partecipanti
| Squadre          | Qualificazione                                                   | Partecipazioni precedenti (il grassetto indica la vittoria) |
| ---------------- | ---------------------------------------------------------------- | ----------------------------------------------------------- |
| Bayer Leverkusen | Vincitore della Bundesliga 2023-2024 e della DFB-Pokal 2023-2024 | 1 (1993)                                                    |
| Stoccarda        | Secondo in Bundesliga 2023-2024                                  | 1 (1992)                                                    |

## Tabellino
| Arbitro: | Tobias Stieler (Amburgo) |

|                                |                      |                                      |
| Boniface 11’ Schick 88’        | Marcatori            | 15’ Millot 63’ Undav                 |
| Schick Grimaldo García Tapsoba | Tiri di rigore 4 – 3 | Millot Demirović Krätzig Undav Silas |

| Bayer Leverkusen | Stoccarda |

| P               | 1           | Lukas Hradecky     |     |     |
| D               | 12          | Edmond Tapsoba     | 71’ |     |
| D               | 8           | Robert Andrich     |     | 73’ |
| D               | 3           | Piero Hincapié     |     |     |
| C               | 19          | Nathan Tella       |     | 73’ |
| C               | 34          | Granit Xhaka       | 61’ |     |
| C               | 24          | Aleix García       |     |     |
| C               | 44          | Jeanuël Belocian   |     | 84’ |
| A               | 21          | Amine Adli         |     | 73’ |
| A               | 22          | Victor Boniface    | 80’ | 41’ |
| A               | 11          | Martin Terrier     | 37’ |     |
| A disposizione: |             |                    |     |     |
| P               | 17          | Matěj Kovář        |     |     |
| D               | 4           | Jonathan Tah       |     | 41’ |
| D               | 6           | Odilon Kossounou   |     |     |
| D               | 13          | Arthur             |     |     |
| D               | 20          | Alejandro Grimaldo |     | 84’ |
| D               | 30          | Jeremie Frimpong   | 86’ | 73’ |
| C               | 7           | Jonas Hofmann      |     |     |
| A               | 10          | Florian Wirtz      | 85’ | 73’ |
| A               | 14          | Patrik Schick      |     | 73’ |
| Allenatore:     |             |                    |     |     |
| Xabi Alonso     | Xabi Alonso | Xabi Alonso        | 43’ |     |

| P                | 33 | Alexander Nübel        |     |     |
| D                | 15 | Pascal Stenzel         | 82’ | 83’ |
| D                | 29 | Anthony Rouault        |     |     |
| D                | 24 | Jeff Chabot            | 86’ |     |
| D                | 7  | Maximilian Mittelstädt |     | 62’ |
| C                | 16 | Atakan Karazor         |     |     |
| C                | 6  | Angelo Stiller         | 44’ | 62’ |
| C                | 18 | Jamie Leweling         |     | 62’ |
| C                | 27 | Chris Führich          |     | 77’ |
| A                | 8  | Enzo Millot            | 78’ |     |
| A                | 9  | Ermedin Demirović      | 71’ |     |
| A disposizione:  |    |                        |     |     |
| P                | 1  | Fabian Bredlow         |     |     |
| D                | 3  | Ramon Hendriks         |     |     |
| D                | 13 | Frans Krätzig          |     | 62’ |
| C                | 5  | Yannik Keitel          |     | 83’ |
| C                | 32 | Fabian Rieder          |     |     |
| A                | 11 | Nick Woltemade         |     |     |
| A                | 14 | Silas Katompa Mvumpa   |     | 62’ |
| A                | 17 | Justin Diehl           |     | 77’ |
| A                | 26 | Deniz Undav            |     | 62’ |
| Allenatore:      |    |                        |     |     |
| Sebastian Hoeneß |    |                        |     |     |

| Assistenti arbitrali: Christian Gittelmann (Gauersheim) Jonas Weickenmeier (Bad Homburg) Quarto ufficiale: Florian Exner (Münster) VAR: Pascal Müller (Freudental) Assistente al VAR: Justus Zorn (Friburgo) | Regole dell'incontro - due tempi regolamentari da 45 minuti ciascuno; - tiri di rigore in caso di parità; inizialmente cinque per squadra, e a oltranza fino a spareggio in caso di ulteriore parità; - numero massimo di 20 giocatori per squadra a referto (11 in campo e 9 come potenziali sostituti); - cinque sostituzioni permesse. |